# Шато-сюр-Алье
Шато́-сюр-Алье́ (фр. Château-sur-Allier) — коммуна во Франции, находится в регионе Овернь. Департамент коммуны — Алье. Входит в состав кантона Люрси-Леви. Округ коммуны — Мулен.
Код INSEE коммуны — 03064.

## Население
Население коммуны на 2008 год составляло 165 человек.
| 1962 | 1968 | 1975 | 1982 | 1990 | 1999 | 2008 |
| ---- | ---- | ---- | ---- | ---- | ---- | ---- |
| 212  | 251  | 212  | 192  | 208  | 172  | 165  |

## Экономика
В 2007 году среди 107 человек в трудоспособном возрасте (15—64 лет) 78 были активными, 29 — неактивными (показатель активности — 72,9 %, в 1999 году было 70,2 %). Из 78 активных работали 71 человек (43 мужчины и 28 женщин), безработных было 7 (4 мужчины и 3 женщины). Среди 29 неактивных 4 человека были учениками или студентами, 13 — пенсионерами, 12 были неактивными по другим причинам.

## Достопримечательности
- Церковь Сен-Морис XII века, перестроена в XVII веке
- Замок Сент-Огюстен
- Замок Ла-Бар